# Ryom-Verzeichnis
Ryom-Verzeichnis eller Répertoire des oeuvres d'Antonio Vivaldi, begge oftest forkortede RV, er en (nu standard) fortegnelse over Antonio Vivaldis musik udarbejdet af Peter Ryom. Fortegnelsen anvendes for at identificere Vivaldis værker ved at angive RV-nummer for pågældende værk.
Også tidligere kataloger findes, blandt andet af Rinaldi, publiceret i Rom 1944 og af Picherle (Paris 1948). Da den fuldstændige fortegnelse af Antonio Fanna var klar (Milano 1968), havde Ryom allerede påbegyndt sit arbejde. Derfor blev der udgivet et supplement til Fannas katalog med tidligere ukendte værker, som Ryom havde opdaget. Fannas katalog indeholder alene instrumentale værker. For at opnå overensstemmelse angives nummereringen fra Fanna, Pincherle og Ricordi også i Ryoms katalog.